# Tour International de Blida
Il Tour International de Blida (it. Giro internazionale di Blida) è una corsa a tappe maschile di ciclismo su strada che si svolge attorno alla città di Blida, in Algeria, ogni anno in marzo. Nata nel 2013, è subito entrata a far parte dell'UCI Africa Tour come evento di classe 2.2.

## Albo d'oro
Aggiornato all'edizione 2016.
| Anno                        | Vincitore              | Secondo            | Terzo               |
| --------------------------- | ---------------------- | ------------------ | ------------------- |
| Tour de Blida               |                        |                    |                     |
| 2013                        | Hichem Chaabane        | Víctor de la Parte | Constantino Zaballa |
| Tour International de Blida |                        |                    |                     |
| 2014                        | Amanuel Gebrezgabihier | Azzedine Lagab     | Bereket Yemane      |
| 2015                        | Mekseb Debesay         | Adil Barbari       | Hichem Chaabane     |
| 2016                        | Luca Wackermann        | Joseph Areruya     | Essaïd Abelouache   |